# Comment monsieur prend son bain
Comment monsieur prend son bain je francouzský němý film z roku 1903. Režisérkou je Alice Guy (1873–1968). Film trvá zhruba jednu minutu a je volným dílem.
Film je považován za remake snímku Le Déshabillage impossible (1900).

## Děj
Film zachycuje muže, jak se snaží svléknout, aby se mohl vykoupat. Kdykoliv však odloží část oblečení dolů, objeví se na něm zničehonic další, které se taktéž pokouší sundat.